# Stora Herrestad
Stora Herrestad ist ein Dorf (tätort) in der Gemeinde Ystad in Schonen (Schweden). Im Jahre 2015 lebten im Ort 331 Menschen. Stora Herrestad liegt zwischen Ystad und Tomelilla.

## Söhne und Töchter der Gemeinde
- Ewy Rosqvist (1929–2024), Rallyefahrerin